# Antonio Moscato
Antonio Maria Moscato (Roma, 26 settembre 1938) è uno storico italiano.

## Biografia
Antonio Moscato è stato docente di Storia del Movimento operaio, Storia contemporanea e Storia dei paesi afroasiatici presso l'Università di Lecce. Ha pubblicato numerosi saggi di storia contemporanea e politica. Molti suoi libri sono dedicati all'analisi del socialismo reale e la sua crisi. Pubblicazioni più recenti riguardano prevalentemente la “variante cubana” del socialismo novecentesco e la realtà latinoamericana, come testimonia il suo ultimo libro Il risveglio dell'America Latina (2008).
È membro del Comitato di redazione dei Quaderni della Fondazione Ernesto Che Guevara diretta da Roberto Massari, ha collaborato con la rivista Erre e con il quotidiano on-line Il megafonoquotidiano.it.
Da alcuni anni gestisce un sito web Movimento operaio - La pagina di Antonio Moscato", nato con l'obiettivo di riorganizzare il materiale accumulato durante l'attività come docente e poi esteso all'analisi quotidiana di svariati temi d'attualità politica e sociale, con particolare attenzione ai processi di cambiamento in atto in America Latina.

### L'impegno politico
Impegnato politicamente sin dalla gioventù, nel 1966, assieme ad altri due giovani (fra cui Celeste Ingrao, figlia di Pietro) fu aggredito e violentemente bastonato da una squadra di fascisti nei giorni successivi all'omicidio dello studente Paolo Rossi. Membro della Quarta Internazionale, ha fatto parte dei Gruppi Comunisti Rivoluzionari (che nel 1979 assunsero il nome di Lega Comunista Rivoluzionaria), di Democrazia Proletaria (nella quale la LCR era confluita) e dal 1991 di Rifondazione Comunista, con cui si candida alle elezioni regionali pugliesi del 1995. Come membro del CPN di Rifondazione nell'ottobre 1998 votò a favore della mozione di Livio Maitan che esortava Fausto Bertinotti a togliere l'appoggio al Governo Prodi. Nel 2001 è stato candidato al Senato nel collegio di Lecce con Rifondazione Comunista, ottenendo il 2,5% dei voti e non risultando eletto.
Dal dicembre 2007 ha lasciato il PRC per aderire a Sinistra Critica, di cui fa parte del Coordinamento Nazionale e con cui si candida al Senato nel 2008. Dopo la divisione e lo scioglimento di SC, dal 2013 fa parte di Sinistra Anticapitalista.

## Opere
- Rivolta religiosa nelle campagne (con M.N. Pierini), Samonà e Savelli, Roma, 1965.
- Davide Lazzaretti, il messia dell'Amiata. L'ultima delle “eresie” popolari, agli albori del movimento operaio e contadino, Savelli, 1978.
- La “terza via” dell'Austromarxismo. Introduzione e note a un saggio di Roman Rosdolsky, Socialdemocrazia e tattica rivoluzionaria, Celuc, Milano, 1979.
- Sionismo e questione ebraica (con J. Taut e M. Warshawski), Sapere 2000, Roma, 1983.
- Sinistra e potere. L'esperienza italiana 1944-1981, Sapere 2000, Roma, 1983.
- Israele senza confini (a cura di A. M.), Sapere 2000, Roma, 1984.
- Intellettuali e potere in URSS (1917-1956), Milella, Lecce, 1986.
- Hungaricus 1956 (edizione bilingue con introduzione e cura di A. M., introduzione all'edizione ungherese di Miklos Molnar), Sapere 2000, Roma, 1986.
- Chiesa, partito e masse nella crisi polacca (1939-1981), Lacaita, Manduria-Bari, 1988.
- La ferita di Praga (a cura di A.M., pref. di Jiri Pelikan), Edizioni Associate, Roma, 1988.
- Gorbaciov e la crisi del socialismo reale (a cura di A. M.), Nuove edizioni internazionali, Milano, 1988
- Gorbaciov. L'ambiguità della perestrojka, erre emme, Roma, 1990.
- Israele, Palestina e la guerra del Golfo, Sapere 2000, Roma, 1991.
- Libano e dintorni. Integralismo islamico e altri integralismi, Sapere 2000, Roma, 1993.
- Che Guevara, Il Calendario del popolo-Teti, Milano, 1984.
- Intellettuali e potere in URSS (1917-1991). Bilancio di una crisi, (seconda edizione ampliata), Milella, Lecce, 1995.
- Che Guevara, Storia e leggenda, (seconda edizione ampliata rispetto a quella di Teti), Demetra-Giunti, Verona, 1996. Di questa edizione è uscita nel 1997 una traduzione ceca presso la Orego di Praga, con un capitolo di aggiornamento sui rapporti tra Guevara e la Cecoslovacchia, e alcuni cenni autobiografici.
- Breve storia di Cuba. Le ragioni di una resistenza, Data News, Roma, 1996.
- Introduzione e cura di Andrés Nin, Terra e Libertà. Scritti sulla rivoluzione spagnola, erre emme, Roma, 1996.
- Il filo spezzato. Appunti per una storia del movimento operaio, Adriatica, Lecce, 1996.
- Introduzione a Guevara: gli altri diari di Bolivia, Roberto Massari edit., Roma, 1998.
- Guida storico-politica di Cuba, Data News, Roma, 1998.
- Il “capitalismo reale. Origini e storia. Teti, Milano, 1999.
- L'Italia nei Balcani. Storia e attualità, Piero Manni, Lecce, 1999.
- Cento... e uno anni di Fiat, prefazione di Claudio Sabattini, Massari, Roma, 2000.
- Che Guevara e i paesi dell'Est, (cura e diversi saggi), Quaderni della Fondazione Ernesto Che Guevara, n. 4, Massari, Roma, 2001.
- Israele sull'orlo dell'abisso (con Cinzia Nachira), Sapere 2000, Roma, 2002.
- Le tragedie dell'Iraq. L'eredità coloniale, le ambizioni di Saddam e i “giochi sporchi” dell'imperialismo, Massari, Bolsena, 2003.
- Breve storia di Cuba, (seconda edizione ampliata), Data News, Roma, 2004.
- Breve storia di Cuba, (terza edizione riveduta e ampliata), Datanews, Roma, 2006
- Il Che inedito. Il Guevara sconosciuto anche a Cuba, Edizioni Alegre, Roma, 2006
- Trockij la pace necessaria. 1918. la socialdemocrazia e la tragedia russa, Argo, Lecce, 2007 (riprende la maggior parte del libro La terza via dell'austromarximo).
- Il risveglio dell'America Latina, Edizioni Alegre, Roma, 2008
- Fidel e il Che - Affinità e divergenze tra i due leader della rivoluzione cubana, Edizioni Alegre, Roma, 2013